# Leonora Duarte
Leonora Duarte (Antuérpia, Países Baixos Espanhóis, 1610 - Antuérpia, Países Baixos Espanhóis, 1678) foi uma compositora luso-flamenga judia, conhecida por ter sido uma das primeiras mulheres a compor sinfonias para viola da gamba no século XVII.

## Biografia

### Nascimento e Família
Nascida em 1610, na Antuérpia, apenas um ano após o casamento dos seus pais, Leonora Duarte era filha de Catharina Rodrigues (1584-1644) e Gaspar Duarte (1584-1653), famoso harpista, violinista, cravista, comerciante, joalheiro, mecenas e diplomata luso-flamengo, que exerceu como cônsul de Portugal em 1641. Era sobrinha da cantora Francisca Duarte (1595-1640) e do joalheiro Immanuel Abolais Duarte (1598-1632), sendo ainda a mais velha dos seis filhos do casal e irmã de Diego Duarte II (1612-1691), mecenas, músico, compositor, banqueiro, joalheiro e um dos mais ricos comerciantes de diamantes de Antuérpia, Catharina Duarte (1614-1678), Gaspar Duarte II (1615-1685), joalheiro e mecenas, Francisca Duarte II (1619-1678), cantora, e Isabella Duarte (1620-1685).
Ambos os seus pais eram filhos de judeus sefarditas portugueses que emigraram para os Países Baixos Espanhóis, actual Bélgica, em busca de exílio durante a Inquisição Portuguesa, contudo, devido à regência da coroa espanhola e ao fervor antissemítico que o país também atravessava, as suas famílias foram forçadas a se converter ao catolicismo quando chegaram à Antuérpia, exercendo a sua fé em casa e em segredo como criptojudeus. Reconstruindo a sua vida no país, a família Duarte recuperou a sua fortuna no negócio das importações de especiarias e pedras preciosas, tornando-se no século XVII numa das famílias mais abastadas da Antuérpia.

### Educação Musical
Crescendo num ambiente adepto das artes e da música, sendo os seus pais mecenas e amigos da família de fabricantes de pianos Ruckers, Johannes Vermeer, Peter Paul Rubens, Constantijn Huygens, Anna Roemers Visscher, Nicholas Lanier e Anne de la Barre, Leonora Duarte foi educada em casa, sendo versada em várias disciplinas por vários tutores, recebendo uma excelente educação musical que incluía aulas de viola da gamba, virginais, alaúde e composição musical, para além de ter sido ensinada na sua fé judaica, apesar de em segredo, tendo sido baptizada a 28 de julho de 1610, para iludir quem os pudesse vigiar por serem cristãos novos ou "marranos".

### Composição Sete Sinfonias
Ainda jovem, Leonora Duarte compôs um conjunto de sete peças musicais, denominadas de sinfonias curtas, escritas no estilo jacobino tardio, para cinco violas. Acompanhando a sua irmã nos recitais que a sua família realizava em sua casa, Diego Duarte recitou sob as melodias, por várias ocasiões, vários poemas de William Cavendish, 1.º duque de Devonshire, e mais tarde algumas paráfrases de Antoine Godeau, que dedicou a Constantijn Huygens. Sendo a sua obra bem recebida pelo círculo que frequentava a casa da família, Gaspar Duarte escreveu os títulos de cada sinfonia e, dada a frequência com que as mulheres eram incumbidas de copiar as partituras das músicas, terá sido a própria autora a copiar os documentos que depois foram enviadas a várias personalidade da elite intelectual do país.

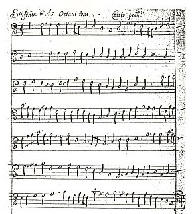
Partitura das "Sete Sinfonias por cinco violas" de Leonora Duarte

Dotada para a música, nos anos que se seguiram Leonora Duarte continuou a evoluir como compositora, combinando o seu talento nato com os novos movimentos e teorias da música italiana e francesa que surgiram, sendo influenciada por Dirk Sweelinck, organista e filho de Jan Pieterszoon Sweelinck, compositor holandês cuja obra ajudou a marcar a transição entre o período da música do Renascimento e do Barroco.
Durante a sua vida a artista luso-flamenga nunca recebeu uma comissão para compor ou actuar para a corte real ou a igreja, sendo costume estes patrocinarem trabalhos a compositores locais. Devido à sua total omissão, foi especulado se esse facto deveu-se a Leonora Duarte ser uma mulher ou ainda por ser cristã nova.

### Morte
Durante o ano de 1678, Leonora Duarte e as suas irmãs Francisca e Catarina Duarte faleceram vítimas da peste que infligiu a cidade de Antuérpia nesse mesmo ano.

## Legado e Homenagens
O Museu Snijders & Rockoxhuis, situado na antiga residência da família Rockox, vizinhos da família de Leonora Duarte, em parceira com o Museu Vleeshuis, tem exposta em permanência uma sala de exposição inteiramente dedicada à família Duarte e ao seu espólio artístico e musical, incluindo algumas pinturas de Johannes Vermeer.